# Горан Гранич
Го́ран Гра́нич (хорв. Goran Granić; нар. 18 квітня 1950, Башка-Вода) — хорватський лівоцентристський політик, заступник голови хорватського уряду у 2000—2003 рр. Рідний брат відомого хорватського політика 1990-х, найбільш довгочасного в історії Хорватії міністра закордонних справ Мате Гранича.

## Життєпис
Народився у курортному далматинському селищі Башка-Вода. 1972 р. закінчив факультет електротехніки та обчислювальних систем Загребського університету, а 1979 р. на цьому ж факультеті здобув ступінь доктора філософії. З 1973 по 1978 р. працював науковим співробітником в Загребському енергетичному інституті. Після перших демократичних виборів 1990 р. став першим директором національної енергетичної компанії «Hrvatska elektroprivreda».
У 1992—1995 рр. був депутатом Палати представників двопалатного тоді хорватського парламенту і головою Комітету з питань територіального планування та охорони довкілля, а протягом 1995 р. обіймав посаду першого заступника голови Палати представників. У 1995—1996 рр. його партія, яка перемогла на місцевих виборах, висунула його на мера Загреба. Проте тодішній президент Франьо Туджман не дозволив йому приступити до виконання обов'язків мера, що призвело до т. зв. «загребської кризи», коли місцева влада Загреба продовжувала ставити на мера чотирьох наступних висуванців від тієї ж партії, кожного з яких блокував Туджман.
Як член ХСЛП, яка на парламентських виборах 2000 р. об'єдналася із соціал-демократами Хорватії, Гранич увійшов до складу новосформованого уряду Івиці Рачана, ставши його заступником (віцепрем'єром).
Під час перебування на цій посаді його високо цінував його начальник Рачан. Однак керівник ХСЛП Дражен Будіша (зазнавши невдачі на президентських виборах 2000 р.) зненацька забажав посади прем'єр-міністра і змусив Рачана — оскільки голоси його партії в парламенті були життєво важливими для уряду — звільнити Гранича та поставити на звільнене місце його. Незважаючи на свою нову посаду, Будіша не був задоволений і раптом вивів свою партію з уряду. В результаті цього ХСЛП розпалася на дві фракції. 
Не згодна з цим проурядова фракція — включно з Граничем і Йозо Радошем як найвизначнішими її членами — створили нову партію під назвою «Ліберали Хорватії — Лібра».
2005 р. «Лібра» влилася в Хорватську народну партію, відому відтоді як Хорватська народна партія — ліберал-демократи, але сам Гранич після своєї роботи в уряді загалом відійшов від політики, повернувшись у 2003 р. в Енергетичний інститут ім. Хрвоє Пожара.
Цікаво, що його рідний брат Мате був у свій час відомим діячем Хорватської демократичної співдружності, тобто партії, яка була і залишається суперницею партіям, до яких належав Горан.